# Diagram of Suburban Chaos
William Collin Snavely (cunoscut sub pseudonimul Diagram of Suburban Chaos) este un compozitor de muzica electronică, IDM în general, din Ohio, Statele Unite ale Americii.

## Discografie
- Status Negatives (Imputor?)
- Status Negatives (European Release CD)  Zealectronic Arhivat în 15 noiembrie 2011, la Wayback Machine.
- Mixed Signals: Cheetah (CD) Tiger Style
- Mixed Signals: Cheetah (2x12") Rocket Racer Arhivat în 14 iunie 2006, la Wayback Machine.
- Exhibition #1:Pentfor (MP3) (Audiobulb)
- Exhibition #2: So Gone (MP3) (Audiobulb)
- Extreme Electronics And Splintered Beats: Shielded By The Sun (UndaCova Remix) (2xCD) Darkmatter Soundsystem
- Switches: Wishing A Disease (CD) (Audiobulb)
- Intricate Maximals: So Gone (Ventrimix) (CD) (Audiobulb)
- Exhibition #3: Nerve Cycle (CD) (Audiobulb)
- Edge of the Pool (EP, iTunes) Imputor?